# Apophthegmata Patrum

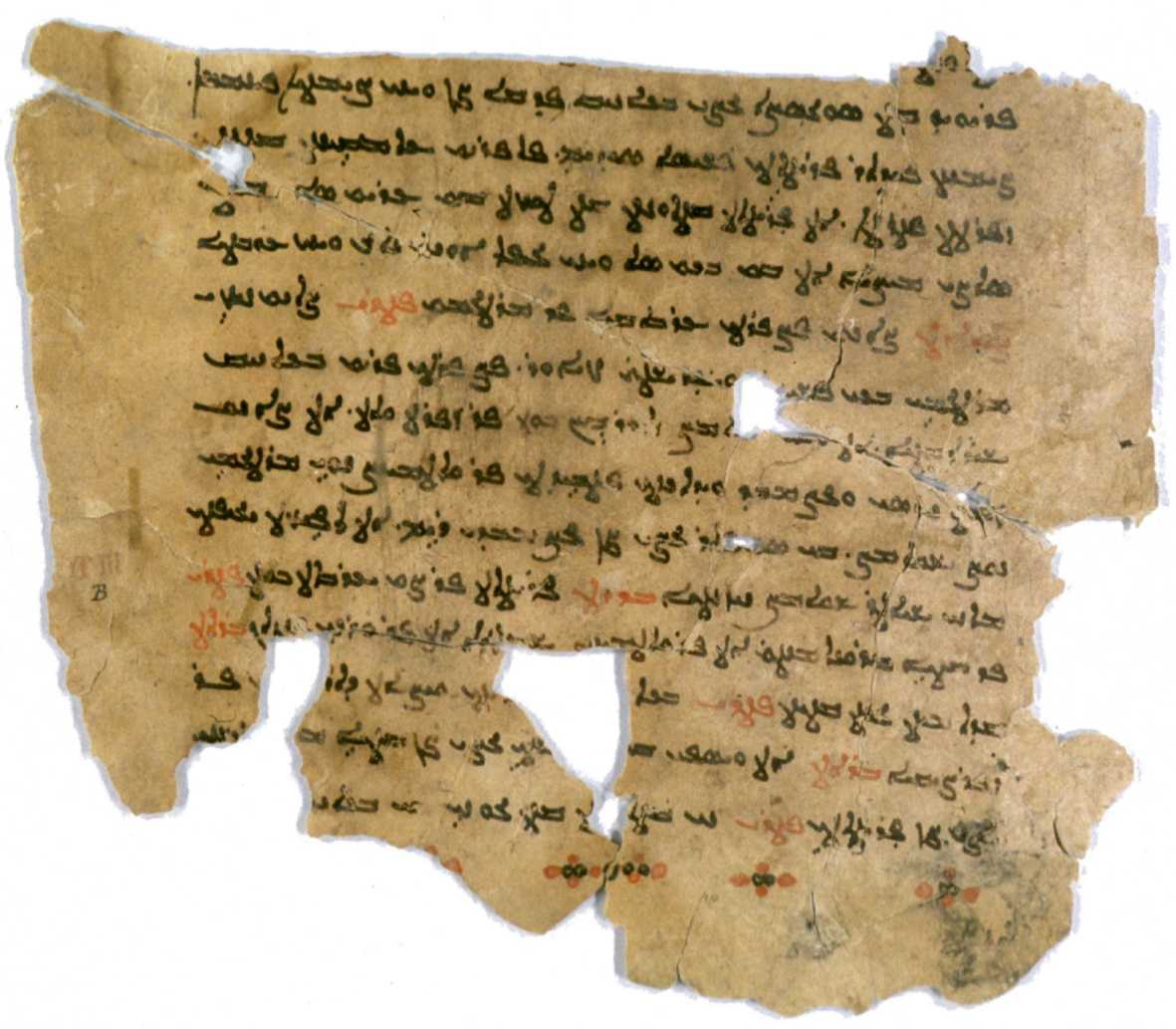
Parte del testo, in alfabeto siriaco e lingua sogdiana (Sogdiana, IX secolo)

Apophthegmata Patrum (lett. Detti dei Padri) (in latino Apophthegmata Patrum Aegyptiorum, in greco ἀποφθέγματα τῶν ἁγίων γερόντων, ἀποφθέγματα τῶν πατέρων, τὸ γεροντικόν?) è il nome dato a diverse raccolte di testi cristiani, note come Detti dei Padri del Deserto, contenenti storie e detti attribuiti ai Padri e alle Madri del deserto, risalenti approssimativamente al V secolo d.C..
Questi scritti contengono storie di saggezza che descrivono le pratiche spirituali e le esperienze dei primi eremiti che vivevano nel deserto egiziano. Di solito sono scritti in forma di dialogo tra un giovane monaco e il suo padre spirituale, o come consigli dati ai visitatori. Nati come una tradizione orale in lingua copta, vennero solo successivamente trascritti in greco. Le storie erano molto famose tra i primi monaci cristiani, e apparivano in diverse forme e collezioni.
I detti originali vennero tramandati da monaco a monaco, sebbene nella versione attuale si trovino nella forma "Abba X ha detto..." I primi Padri e le prime Madri ricevevano molti visitatori in cerca di consigli, di solito chiedendo "Dimmi una cosa, abba" o "Dimmi una cosa, amma, come posso essere salvato?" Alcuni detti sono risposte a tali richieste.
Molti Padri del deserto sono menzionati nelle collezioni, tra cui Antonio abate, Arsenio il Grande, Poemen, Macario il Grande e Mosè l'Etiope. I detti includono anche quelli di diverse amma, o Madri del deserto, tra cui spicca Santa Sincletica. I Detti dei Padri del deserto hanno influenzato molti teologi famosi, come San Girolamo e Sant'Agostino.

## Storia del testo
I Padri del deserto parlavano il copto, la fase tardoantica della lingua egizia. I detti vennero inizialmente tramandati oralmente in quella lingua. Le prime trascrizioni dei detti sembrano risalire alla fine del IV sec. d.C. Due versioni del V secolo, la Collectio monastica etiope, scritta in etiope, e l'Asceticon di Isaia, scritto in greco, mostrano come la tradizione orale sia diventata testo scritto.
La collezione venne creata al più tardi alla fine del V secolo. Infatti, era già nota a San Benedetto (intorno al 480-547) attraverso le Conversazioni con i Padri di Giovanni Cassiano. Come recita uno dei secondi titoli, i detti e gli eventi degli antichi sono ordinati secondo l'alfabeto (greco).
Pelagio e Giovanni il diacono hanno realizzato la prima traduzione dei Detti in latino. Anche Martino di Bracara tradusse alcuni detti in latino, seguito da una traduzione più estesa fatta da Pascasio di Dumio attorno al 555 d.C. Quel lavoro potrebbe contenere solo un quinto del testo originale in greco. Tra l'867 e l'872 San Metodio di Tessalonica tradussero il testo in lingua slava ecclesiastica antica, di cui l'originale fu perso nel XIV secolo, ma diverse dozzine di copie sono sopravvissute. Nel XVII secolo, il gesuita olandese Heribert Rosweyde compilò e tradusse tutte le fonti disponibili sui Padri del deserto e li pubblicò in latino col nome di Vitae patrum.
Helen Waddell ha tradotto una selezione di elementi dal Vitae Patrum in inglese all'inizio del XX secolo. La prima traduzione completa dell'"apothegmata" in inglese è quella di Benedicta Ward (1975).

## Esempi
- Abba Teofilo, l'arcivescovo, arrivò a Scetis un giorno. I confratelli dissero ad Abba Pambo: "Dì qualcosa all'arcivescovo, in modo che possa essere edificato." L'anziano rispose: "Se non viene edificato dal mio silenzio, non lo sarà dalle mie parole.[14]
- L'abate Pastore disse: "Se un uomo ha fatto qualcosa di sbagliato e non lo nega, ma dice "Ho fatto qualcosa di sbagliato" non rimproveratelo, perché rompereste il proposito della sua anima. E se gli dite: "Non essere triste, fratello, ma stai attento in futuro, lo incoraggerete a cambiare la sua vita.[15]
- Un eremita vide qualcuno ridere, e gli disse: "Dobbiamo rendere conto di tutta la nostra vita davanti al cielo e alla terra, e tu puoi ridere?[16]